# Kruder & Dorfmeister
Kruder & Dorfmeister is een Oostenrijkse triphop- en drum 'n' bass-duo bestaande uit de uit Wenen afkomstige Peter Kruder (geboren: 1967) en Richard Dorfmeister (geboren: 1968).
Naast hun dj-werkzaamheden zijn Kruder & Dorfmeister vooral bekend door de remixen die ze maakten voor artiesten als Roni Size, William Orbit, Lamb, Madonna en Depeche Mode. Dat leverde het duo een ijzersterke reputatie op, zonder dat ze één volwaardige, eigen release op hun naam hebben staan. Wel bracht Peter Kruder in 2001 een soloplaat uit onder de naam Peace Orchestra en werd er werk uitgebracht van geesteskind Tosca.
Op het Drum Rhythm Festival presenteerden zij in 2002 voor het eerst een andere protegé, Stereotyp, producer op het huislabel G-Stone, die onder anderen werkte met Tikiman, een Caraïbische reggaezanger.

## Discografie

### Kruder & Dorfmeister
- 1993: G-Stoned (ep) (12") (G-Stone Recordings)
- 1996: Conversions - K&D Selection of drum&bass (Spray/BMG)
- 1996: DJ-Kicks: Kruder & Dorfmeister (Studio !K7)
- 1996: Black Baby (ep) (Studio !K7)
- 1998: The K & D Sessions (Studio !K7)
- 2002: G-Stone Book (compilatiealbum)
- 2008 - Shakatakadoodub (ep, G-Stone, alleen online)
- 2010 - Sixteen Fucking Years of G-Stone Recordings (compilatiealbum)
- 2013 - Akte Grüninger, geluid door Richard Dorfmeister

### Richard Dorfmeister (solo)

#### Tosca
- 1995: Favourite Chocolate (12") (G-Stone Recordings)
- 1996: Fuck Dub (12") (G-Stone Recordings)
- 1997: Buona Sarah (12") (G-Stone Recordings)
- 1997: Fuck Dub (cd) (G-Stone Recordings)
- 1997: Fuck Dub Remixes Vol. 1 (12") (G-Stone Recordings)
- 1997: Fuck Dub Remixes Vol. 2 (12") (G-Stone Recordings)
- 1997: Fuck Dub Remixes Vol. 3 (12") (G-Stone Recordings)
- 1997: Opera (cd) (G-Stone Recordings, Studio !K7)
- 1997: Opera (2x lp) (Style Disques, Chrysalis)
- 1999: Chicken Chiefly / Chocolate Elvis Dub (12") (Pork Recordings)
- 1999: Chocolate Elvis (2x 12") (G-Stone Recordings)
- 1999: Suzuki (ep) (12") (G-Stone Recordings)
- 1999: The Chocolate Elvis Dubs (cd) (G-Stone Recordings)
- 2000: Suzuki (cd) (G-Stone Recordings)
- 2000: Suzuki In Dub (4x lp) (G-Stone Recordings)
- 2000: Suzuki In Dub (cd) (G-Stone Recordings, Studio !K7)
- 2002: Different Tastes Of Honey (cd) (G-Stone Recordings, Studio !K7)
- 2002: Different Tastes Of Honey (4x 12") (G-Stone Recordings)
- 2003: Dehli9 (2 cd) (Studio !K7)
- 2003: Wonderful (12") (Studio !K7)
- 2005: Damentag (12") (Studio !K7)
- 2005: Heidi Bruehl (Studio !K7)
- 2005: J.A.C. (Studio !K7)
- 2006: Souvenirs (cd) (G-Stone Recordings)
- 2006: Souvenirs (ep) (12") (G-Stone Recordings)
- 2009: No Hassle (cd) (!K7)

#### Richard Dorfmeister vs. Madrid De Los Austrias
- 2004: Valldemossa (Sunshine Enterprises)
- 2006: Boogie No More (12") (Net's Work International)
- 2006: Grand Slam (cd) (G-Stone Recordings)
- 2006: Valldemossa Remixed (12") (Sunshine Enterprises)

### Peter Kruder (solo)

#### Peace Orchestra
- 1999: Peace Orchestra (cd) (G-Stone Recordings)
- 1999: Peace Orchestra (2x lp) (G-Stone Recordings)
- 2000: Shining Repolished Versions (2x 12") (G-Stone Recordings)
- 2002: Reset (3x lp) (Studio !K7)
- 2002: Reset (cd) (Studio !K7)

#### Voom:Voom
- 2000: Poppen / Influenza (12") (Compost Records)
- 2001: Ginger & Fred / Influenza Forte (12") (Compost Records)
- 2003: Baby 3 (12") (Compost Records)
- 2006: Peng Peng (lp) (Studio !K7)